# María Antonieta Rebollo
María Antonieta Rebollo Carlsson (Montevideo, 26 de noviembre de 1923 - Montevideo, 9 de julio de 2021) fue una médica y profesora uruguaya, nacida en Montevideo, donde desarrolló su carrera. Egresa de la Facultad de Medicina en 1950 y se destacaba en neuropediatría como investigadora, científica, docente y médica especializada. 

## Carrera
Obtuvo el título de Médica en la Facultad de Medicina de la Universidad de la República, en 1950, e ingresó  al Departamento de Histología y Embriología de la Facultad de Medicina, donde se graduó y actuó en calidad de honoraria; en 1953 se desempeñó como ayudante de investigación y desde 1956 a 1962 como Profesora Agregada. También es Profesora de Neurología y de Neuropediatría y ocupó el cargo de directora del Instituto de Neurología, desde donde organizó la especialidad de Neuropediatría y la carrera de Técnico en Reeducación Psicomotriz.
Durante un año, a partir de 1957,  trabajó con el profesor Gitoud como becaria en la Facultad de Medicina de París, sobre «Malformaciones del sistema nervioso provocadas experimentalmente». Además, se formó en Dificultades del aprendizaje.   
En 1961, viajó a Estados Unidos en usufructo de una beca  de la Fundación Fulbright para observar la organización de Servicios de Neuropediatría en Washington, Nueva York, Chicago y Los Ángeles, lo cual posibilitó la organización del Departamento de Neuropediatría del Instituto de Neurología de Montevideo, del cual fue jefa desde 1982 hasta 1986, y profesora emérita, en adelante. Como jefa del Laboratorio de Investigaciones Histológicas de dicho instituto, se dedicó al estudio y aplicación de la Histoquímica al desarrollo neuromuscular.  
En 1967, obtuvo otra beca del gobierno francés para estudiar con la doctora Saint Anne Dargassies.

## Actuación
Fue rectora y profesora del Instituto Universitario Centro de Docencia, Investigación e Información del Aprendizaje (CEDIIAP), fundado en 1995 por la Dra. Rebollo, la Psicopedagoga Carmen Pastorino y una Comisión Directiva en la que se encontraban profesionales de la Medicina, la Educación y otros representantes de la cultura. Habilitado por el MEC como Instituto Universitario para la Licenciatura en Psicopedagogía, Musicoterápea y Psicomotricidad.
Ha organizado y participado en numerosas jornadas, seminarios, conferencias a nivel nacional e internacional. Por ejemplo las Jornadas Internacionales: Una Visión Neuropsicológica de la Integración Matemática-Lenguaje, llevadas a cabo en Montevideo, del 21 al 24 de octubre de 2004, las XX Jornadas Uruguayas de Psicología en 2011,  el Congreso "La Psicomotricidad y su contexto" en 2010
Ha dictado varios cursos y conferencias en Uruguay, Argentina, Brasil, Paraguay, República Dominicana y Venezuela. 
En el ámbito de formación de docentes de educación primaria y secundaria, dictó cursos en el Instituto Magisterial Superior sobre dificultades de aprendizaje y en el Instituto de Profesores Artigas sobre Neurobiología.

## Producción
Fue autora de numerosas publicaciones, entre ellas,  libros importantes para el estudio de la medicina.
Como autora: Las motricidad de y sus alteraciones en el niño ISBN 9974-568-22-6    2003.
Es coautora de los libros: 
- Alteraciones del desarrollo neurológico (2010) ISBN 978-9974-568-46-4
- El aprendizaje (1994) ISBN 9974-568-03-X
- El tono muscular y sus variaciones en el niño (2007) ISBN 978-9974-568-38-9
- Dificultades del aprendizaje ISBN 9974-568-24-2
- El desarrollo neuropsíquico y su evaluación (2007) ISBN 978-9974-568-30-3[4]
- La psicomotricidad (2007) ISBN 978-9974-568-29-7[7]

- Neuroanatomía (1982) Ed. Intermédica
- La nueva neuroanatomía[2]
- Disfunción Cerebral Mínima (1980) Ed. Intermédica[8]

Tuvo más de doscientas publicaciones, presentadas en encuentros académicos  sobre trastornos del desarrollo neurológico y dificultades del aprendizaje, área en la cual trabajó como Adjunta y asistente  de Clínica Neurológica, Profesora Agregada y titular de Neuropediatría.

## Reconocimientos
Fue nominada Profesora Emérita de La Facultad de Medicina, Maestra de la Medicina Uruguaya, Académica Honoraria de la Academia de Medicina y es miembro honoraria de varias Sociedades Científicas de Latinoamérica.
En el acto de celebración del  aniversario del Sindicato Médico del Uruguay, en 1997, se le otorgó la Distinción Sindical al mérito científico, docente y en el ejercicio profesional junto a nueve profesionales más de la medicina nacional.
Recibió el premio "Santiago Ramón y Cajal" en el XII Congreso de la Academia Iberoamericana de Neurología Pediátrica (AINP), XVI Curso Iberoamericano de Postgrado de Neurología Pediátrica(CIPNP), realizado en Montevideo (12 al 14 de mayo de 2004).
Es una de las 12 científicas de la Universidad de la República que fueron homenajeadas por la Dirección de Innovación, Ciencia y Tecnología (DICyT) y la Dirección de Cultura del MEC, en el marco de la celebración del Mes de la Mujer (marzo de 2011).